# Marantochloa leucantha
Marantochloa leucantha är en strimbladsväxtart som först beskrevs av Karl Moritz Schumann, och fick sitt nu gällande namn av Milne-redh. Marantochloa leucantha ingår i släktet Marantochloa och familjen strimbladsväxter.

## Underarter
Arten delas in i följande underarter:
- M. l. lasiocolea
- M. l. leucantha